# Doomの開発
Doomの開発（ドゥームのかいはつ）では、1993年12月に発売されたid Softwareのファーストパーソン・シューティングゲーム『Doom』の開発について記述する。
『Doom』は、コンピュータゲームの歴史において最も重要かつ影響力のある作品の1つと考えられている。本作の開発は1992年11月に始まり、プログラマーのジョン・カーマックとジョン・ロメロ、アーティストのエイドリアン・カーマックとケヴィン・クラウド、そしてデザイナーのトム・ホールが参加した。開発後期にホールはサンディ・ピーターセンと交代し、プログラマーのデイブ・テイラーが加わった。音楽と効果音はボビー・プリンスによって作曲された。 
Doomのコンセプトは、『Wolfenstein 3D』とその続編である『Spear of Destiny』の発売後の1992年後半に提案された。ジョン・カーマックはそれらのゲームから改良された3D ゲームエンジンに取り組んでおり、チームは次のゲームで彼のデザインを活用したいと考えていた。『コマンダー・キーン』シリーズの新作を含むいくつかのアイデアが提案されたが、ジョンは、チームがプレイした『ダンジョンズ＆ドラゴンズ』のキャンペーンに触発されたテクノロジーを使い悪魔と戦うゲームを提案した。開発の最初の数か月はプロトタイプの作成に費やされ、その間にホールはゲームのビジョンとストーリーのデザイン文書である「Doom Bible」を作成した。idがチームがまだ作業を開始していない機能を宣伝する壮大なプレスリリースをリリースした後、 Doom Bibleは却下され、デザイン文書がないプロット無しのゲームを選んだ。 
それからの6か月間で、ホールは実際の軍事基地に基づいたステージを設計し、ロメロは機能を構築し、アーティストのエイドリアンとクラウドは、彼らが作った粘土モデルに基づいてテクスチャと悪魔を作成した。しかし、ホールのステージデザインは面白くないとみなされ、ロメロは自分のステージのデザインを始めた。自身のわずかな影響力に次第に不満を募らせていたホールは7月に解雇された。9月に彼の後任としてピーターセンが加わり、1993年12月にゲームが完成するまで、チームは更に長時間働いた。Doomは1993年12月10日にidによってセルフパブリッシングされ、数千人のプレーヤーによってすぐにダウンロードされた。 

## 設計

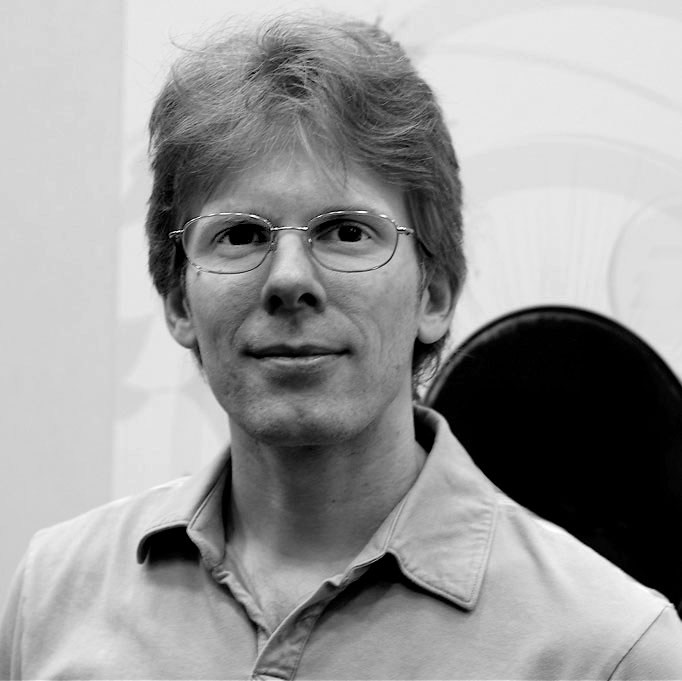
ジョン・カーマック（2006年）

### コンセプト
1992年5月、 id Softwareは『Wolfenstein 3D』を発売した。同作は「3Dシューティングゲーム（具体的にはファーストパーソン・シューティングゲーム）の始祖」と呼ばれることが多いが、それはこのジャンルで一般的に期待されるテンポの速いアクションと技術力を確立し、ジャンルの人気を大幅に高めたからである。同作の発売直後に、チームの殆どは新たなWolfensteinのエピソード『Spear of Destiny』の制作を開始した。エピソードは元のゲームと同じゲームエンジンを使用していたため、idの共同創設者でありリードプログラマーでもあるジョン・カーマックは、Wolfenstein 3Dの開発前に3Dゲームエンジンの制作実験を行っていたのと同じように、代わりに会社の次のゲームの技術研究に集中していた。1992年5月から9月のSpear of Destinyの発売までの間に、彼はレースゲーム用を含むいくつかの実験的エンジンを制作した後、Raven Softwareのゲーム『ShadowCaster』用に同社にライセンス供与するWolfensteinエンジンの性能向上版に取り組んでいた。このエンジンのために彼は傾斜した床、壁に加えて床と天井のテクスチャ、遠距離からの視認性の低下など、Wolfensteinエンジンにいくつかの拡張機能を開発した。その結果完成したエンジンはWolfensteinエンジンよりもはるかに低速であったが、『ShadowCaster』のようなアドベンチャーゲームでは許容できると判断された。  
『Spear of Destiny』の発売とShadowCasterエンジンの完成に続いて、id Softwareは彼らの次の作品をどうするかについて話し合った。彼らはカーマックの新しいエンジンを出発点として別の3Dゲームを作成したいと考えていたが、Wolfensteinに飽き飽きしていた。リードデザイナーのトム・ホールは特に嫌気がさしており、『コマンダー・キーン』シリーズの別のゲームを制作するようチームに迫った。チームは最初のゲームとして1990–91年にシリーズの7つのエピソードを作成したが、計画された3番目のエピソードセットは『Wolfenstein 3D』が優先されることで取り下げられていた。カーマックは当初このアイデアに興味を持っていたが、他のチームメンバーは興味がなかった。彼らは、シリーズのプラットフォーム・ゲームプレイはカーマックのテンポの速い3Dエンジンにはあまり適していないと感じており、特にWolfensteinの成功後はそのタイプのゲームをより追求したいと感じていた。さらに、idの他の2人の共同創設者は、別のキーンゲームの制作には興味がなかった。Wolfensteinのデザイナーであるジョン・ロメロは、別の「可愛らしい」ゲームを行うことに興味がなく、リードアーティストのエイドリアン・カーマックはキーンよりダークなスタイルでアートを作成することを好んだ。ジョン・カーマックは同様にすぐにキーンのアイデアにも興味を失い、代わりに彼独自のコンセプトを考案した。それはテクノロジーを使用して悪魔と戦うゲームで、チームがプレイした『ダンジョンズ&ドラゴンズ』キャンペーンにインスパイアされ、『死霊のはらわたII』と『エイリアン2』のスタイルを組み合わせたものである。コンセプトには当初「Green and Pissed」という仮称がつけられていた。これは、ホールがWolfensteinの前に提案したコンセプト名でもあったが、カーマックはすぐに映画『ハスラー2』の台詞「What's in the case?（ケースに何が入ってるんだ？）/In here? Doom（これにか？運命だよ）」にちなんでゲーム案に名付けた。   
チームはDoomのコンセプトを追求することに同意し、1992年11月に開発が始まった。初期の開発チームは、プログラマーのジョン・カーマックとジョン・ロメロ、アーティストのエイドリアン・カーマックとケヴィン・クラウド、デザイナーのトム・ホールの5人で構成されていた。彼らはオフィスを「Suite 666」と名付けられた暗いオフィスビルに移し、隣の歯科医院の騒音からインスピレーションを得た。彼らはまた、最初のゲーム『Commander Keen in Invasion of the Vorticons』を制作するための初期の前金を与えたApogee Softwareとの関係を断ち、これまでにゲームのシェアウェアバージョンを公開した。オーナーのスコット・ミラーと個人的な関係は良好ではあったが、パブリッシャーよりも成長していると感じていた。idのビジネス取引に関与していたクラウドは、ApogeeがApogeeを介してidのゲームを購入する顧客の量を確実に処理できないことを調査し、idにシェアウェアの発売業務を自ら引き継ぐよう働きかけた。彼は他の人たちに、売り上げの増加がセルフパブリッシングの取り扱いの問題を補うと説得した。両社は友好的に別れ、 Doomはセルフパブリッシングされることになった。  

### 開発

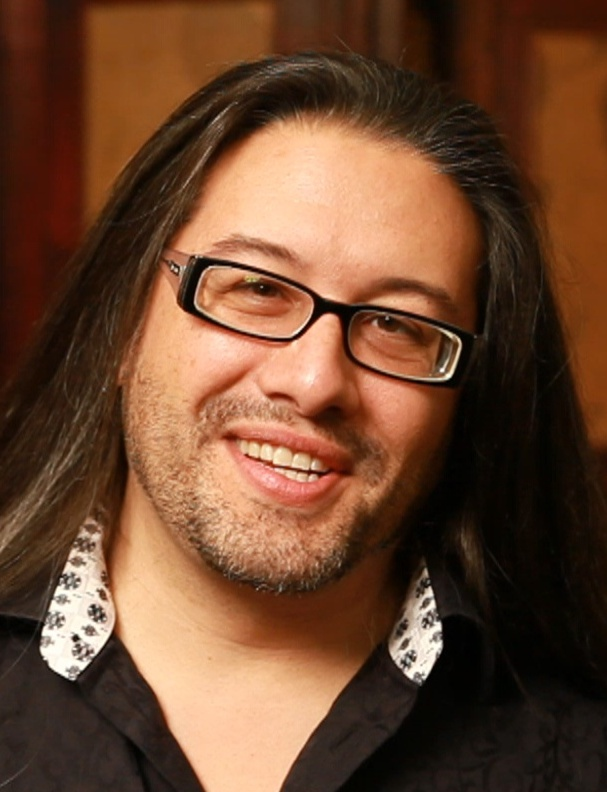
ジョン・ロメロ（2012年）

開発の初期にチーム内の溝が現れ始めた。別のゲームを開発したいと思っていたにもかかわらず、会社のリードデザイナーかつクリエイティブディレクターであり続けたホールは、Doomに『Wolfenstein 3D』のようにプロットの欠如を望まなかった。11月の終わりに彼は、プロジェクトのプロット、裏話および設計目標を説明したデザイン文書「Doom Bible」を配布した。彼のデザインは、月面の科学者がポータルを開きそこからエイリアンが出現するというサイエンスフィクションのホラーコンセプトである。 一連のステージにわたって、プレイヤーはエイリアンがデーモンであることを発見する。地獄はまた、雰囲気がより暗くより恐ろしくなるにつれて、ステージデザインに着実に感染していく。ロメロは当初このアイデアを気に入っていたが、ジョン・カーマックはそれを嫌っただけでなく、ストーリーを作るという考えを完全に否定した：「ゲームのストーリーはポルノ映画のストーリーのようだ。期待はされているが重要ではない」。ジョン・カーマックは深いストーリーよりも技術革新に焦点を当て、Wolfensteinのステージとエピソードを捨て、高速で継続的な世界を作りたいと考えた。 トムはその考えを嫌っていたが、ロメロはカーマックに味方した。 ジョン・カーマックはデザイナーというよりリードプログラマーであったが、社内では彼が最も重要なアイディアの源泉として見られるようになった。同社はカーマックのキーパーソン保険に加入することを検討したが、他には誰も加入しなかった。  
ホールは次の数週間をカーマックの技術的アイデアに合わせてDoom Bibleを作り直すことに費やし、他のチームはそれらの実装方法を計画した。彼の調整されたプロットのビジョンは、プレイヤーキャラクターをエイリアンの惑星テイテンガの大規模な軍事基地に割り当てた。ゲームの開始時に、バディと名付けられた4人のプレイヤーキャラクターの兵士の1人が他の兵士と一緒にカードゲームをしていたとき、基地の科学者が誤って地獄へのポータルを開き、そこから悪魔が流れ込み、他の兵士を殺した。彼は、デーモンが使用したゲートを通って地獄に行き、ゲートを通って戻ってきて、惑星の破壊によりプレイヤーが刑務所に送られるというストーリー展開を含む6つのエピソード構造を想定した。バディは、デーモンの侵略を特徴とするジョン・カーマックが運営する『ダンジョンズ＆ドラゴンズ』キャンペーンのホールのキャラクターにちなんで名付けられた。しかし、ジョン・カーマックと他のチームは、当時のハードウェアの限界では単一のシームレスな世界を作成することはできないと判断したため、ホールは12月に再びDoom Bibleを作り直すことを余儀なくされた。  
1993年の初めにidはホールによるプレスリリースを発表し、「knee-deep in the dead（死に膝まで浸かった）」状態でデーモンを撃退し、彼らの根絶とデーモンが出現する原因の解明を試みるバディの物語を宣伝した。プレスリリースでは、ジョン・カーマックが作成した新しいゲーム機能の他にも、まだチームが制作に着手していないまたは設計すらされていないマルチプレイヤーゲーム機能などの他の機能も示した。同社はComputer Doming Worldに、Doomは「Wolfensteinの100万倍になる」と語った。初期のバージョンは、Doom Bibleに合わせて作成された。最初のステージの「プレアルファ」バージョンには、idのオフィスにある可動式の回転椅子とテーブルをベースとしたものにいる他のキャラクターが含まれていた。初期バージョンでは、スコアポイントやスコアアイテムなどの『Wolfenstein 3D』に存在する「アーケード」要素も引き継がれていたが、彼らはそれらが非現実的でありトーンに合わないと感じたため、開発の初期に削除された。複雑なユーザーインターフェース、インベントリシステム、二次的シールド保護、ライフ（残機）などの他の要素も、開発の過程で変更され、徐々に削除されていった。   

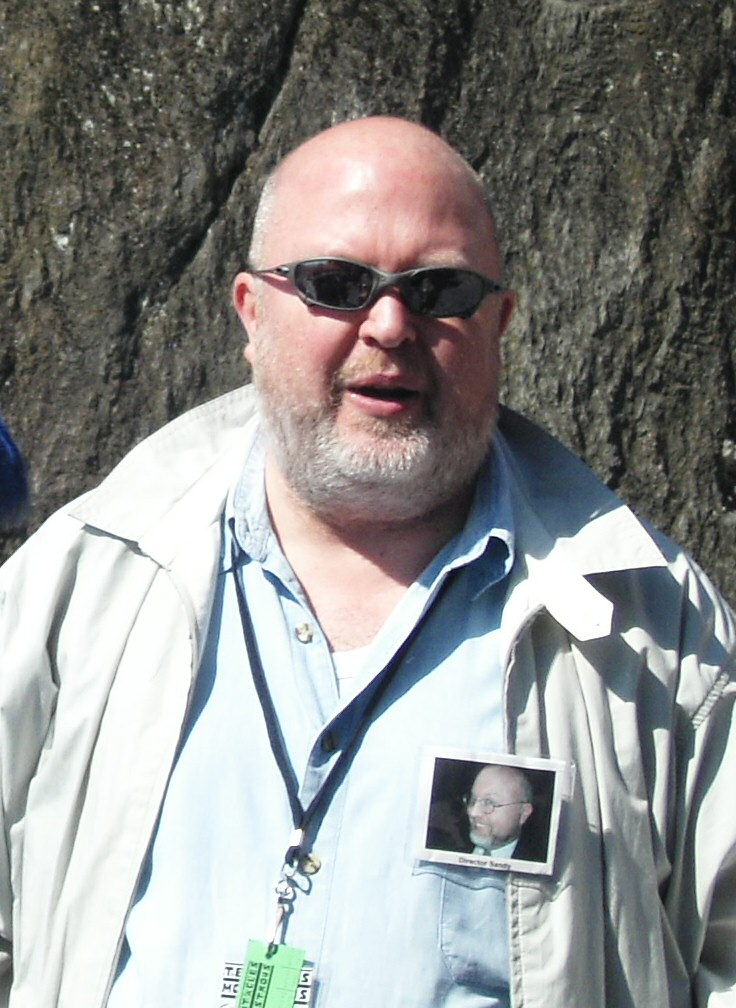
サンディ・ピーターセン（2004年）

しかし、間もなく、 Doom Bible全体が却下された。ロメロは「Wolfenstein」よりも暴力的でスピード感のあるゲームを望んだことから、ホールが作成したキャラクター主導のプロットを作る余地がなかった。さらに、チームは以前のゲームではデザイン文書を作成していなかったため、デザイン文書の必要性を全く感じていなかったこともありDoom Bibleは完全に破棄された。軍事基地からのスタートや、一部の場所、アイテム、モンスターなど、いくつかのアイデアは引き継がれたが、チームは面白いゲームプレイよりもリアリズムを強調していると感じたため、ストーリーは削除されデザインのほとんども削除された。武器、マップのハブシステム、モノレールなどの一部の要素は、後の『Doom』やid softwareの作品群で登場した。作業は継続され、デモは1993年の初めに「Computer Gaming World」に公開され、絶賛された。しかし、ジョン・カーマックとロメロはホールの軍事基地にインスパイアされたステージのデザインを嫌っていた。ロメロは特に、ジョン・カーマックがエンジンをすばやく動作させるために、本来は現実的なステージを求めていたが、ホールのステージ設計は退屈と感じた。彼は箱型でフラットなステージはWolfensteinのデザインに似すぎており、またエンジンが実現できるすべてをアピールすることができないと感じていた。彼は独自のより抽象的なレベルを作成し始め、完成作の第2ステージになる部分の大きなオープンエリアへの曲がりくねった階段から始まり、チームの他のメンバーはこのステージの方がはるかに優れていると感じた。   
ホールは、自身のデザインに対する評価とリードデザイナーとしての影響力の低さに憤慨していたが、その後、ロメロはホールもまた『Doom』のコンセプトに全く興味を示していなかったと主張している。ホールはまた、飛行する敵など、ゲームプレイの明らかな改善と見られるものを得るためのジョン・カーマックとの戦いにどれだけの労力を費やさなければならないかについても憤慨していた。彼はオフィスでの勤務時間を減らし始めたため、ジョン・カーマックは彼をidから解雇することを提案した。ロメロはホールが収益を受け取らないことを意味するとして最初は抵抗したが、7月に彼とidの他の創設者はホールを解雇し、彼はApogeeで働くことになった。ホールの役職にはDoomが発売される10週間前の9月に、他の20代前半の従業員に比べて37歳という比較的高齢であることや彼の宗教的背景を持っていたにもかかわらず、ゲームデザイナーのサンディ・ピーターセンが就いた。チームには、3人目のプログラマであるデイブ・テイラーも加わった。ピーターセンとロメロはDoomの残りのステージを異なる目的で設計した。チームは、ピーターセンのデザインはより技術的に興味深く変化に富んでいるのに対し、ロメロのデザインはより審美的に興味深いと感じた。ロメロのステージ設計プロセスは、ステージまたはステージの一部を最初から構築し、それをプレイしてデザインを繰り返し、ステージの流れや遊びやすさに満足するまで「何千回も」プレイするというものであった。ロメロによって作成された最初のステージは、エンジンの新しい要素をアピールすることを目的として作成された最後のステージであった。『Wolfenstein 3D』と同様に、各ステージのクリア画面にはロメロが設定したステージの「標準時間（par time）」が表示される。  
マルチプレイヤーコンポーネントがコーディングされた後の1993年後半には、開発チームは、ロメロが「デスマッチ」と名付けた4人対戦のマルチプレイヤーゲームをプレイし始めていた。彼は協力マルチプレイヤーモードを追加することも提案した。ロメロによれば、デスマッチモードは格闘ゲームから発想を得たという。チームは休憩時間に頻繁に『ストリートファイターII』『餓狼伝説』『龍虎の拳』をプレイしながら、 トラッシュ・トークや家具や設備の破壊に関する複雑なルールを開発した。ロメロは後に、「日本の格闘ゲームは、私達のシューティングゲームでデスマッチを作りたいという創造的な衝動を刺激したと言えるだろう」と述べた。  

## プログラミング

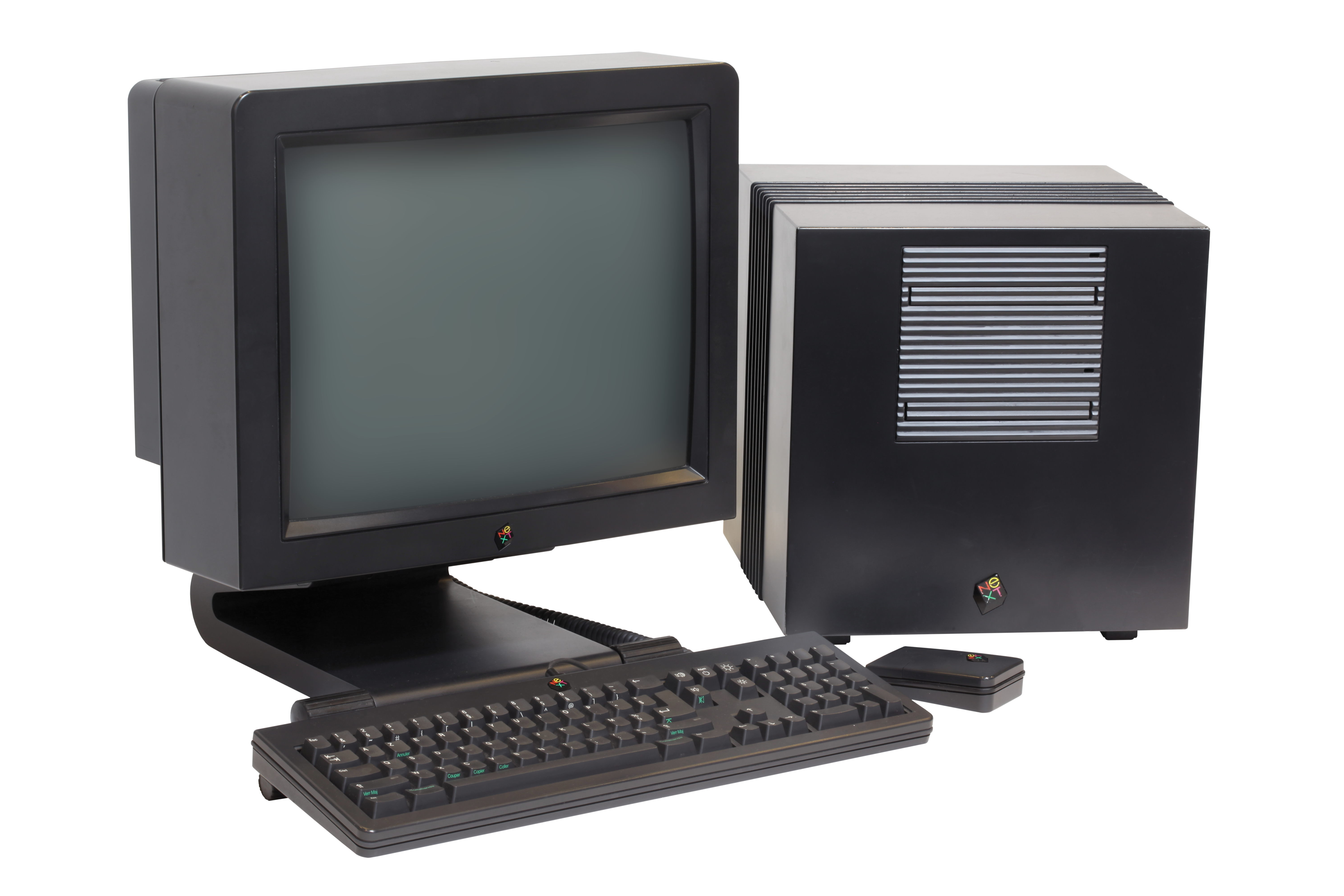
NeXTcube

Doomは、NeXTSTEPオペレーティングシステムを実行しているNeXTコンピュータ上で、主にANSI C言語でプログラミングされ、いくつかの要素はアセンブリ言語でプログラミングされた。NeXTコンピュータ上で動作するレベルエディタは DoomEd と呼ばれた。ステージデザインやグラフィックファイルを含むデータは、「Where's All the Data」の略であるWADファイルに保存される。これにより、エンジンコードを調整する必要なく、デザインのどの部分も変更できる。カーマックは『Wolfenstein 3D』のファンが制作したModに感銘を受け、簡単に交換可能なファイル構造でそれをサポートしたいと考え、オンラインでマップエディタを公開した。  
ロメロとカーマックは開発の初期段階で、ゲームのコンセプトではなくエンジンの機能に焦点を当てた。Wolfensteinでは、ステージは平らな平面で、壁は同じ高さで直角に配置する必要があった。Doomの世界は依然として平面上のバリエーションで、2つの通過可能な領域を互いに重ねることはできなかったが、壁や床は任意の角度や高さに配置することができ、ステージデザインのバリエーション広がった。 ShadowCasterのフェージングの視認性は、カラーパレットを距離で調整し、遠くの表面を暗くし、より厳然たるリアルな外観を作成することで改善された。このコンセプトは、照明システムにも使用された。 レイトレーシングを使用して光源から表面までの光の移動量を計算するのではなく、エンジンは光源からの距離に基づいて階段のステップ一台分のような小さなステージセクションの「光レベル」を計算する。 次に、そのセクションの表面テクスチャのカラーパレットをそれに応じて暗くする。ロメロは、彼が開発したマップ編集ツールを使用して、これらの新しい可能性を備えた壮大なエリアを構築し、ストロボライトなどのカーマックの照明エンジンを使用する新しい方法を考え出した。また、スイッチ、可動式の階段、プラットフォームなどのエンジン機能もプログラミングした。   
1993年の前半、カーマックはグラフィックエンジンの改善に取り組んでいた。ロメロのステージデザインがエンジンの問題を引き起こし始めた後、彼は調査し、プレイヤーがいつでも見ることができるレベルの部分をすばやく選択するためにバイナリ空間分割を使用し始めた。1993年3月、移植のために雇われた請負業者が何の進展もなかった後、チームはDoomの作業を一時停止してWolfenstein 3Dのスーパーファミコン移植版の構築に3週間を費やした。テイラーは、他の機能のプログラミングとともに、チートコードを追加した。「idspispopd」などのいくつかは、熱心にゲームを待っている間にファンが考え出したアイデアに基づいていた。 1993年後半までにDoomは完成に近づいており、リークされたプレスデモに拍車がかけられ、プレイヤーの期待は高まっていた。ジョン・カーマックは、マルチプレーヤーコンポーネントの作成を開始した。2週間以内に、彼は2台のコンピューターで内部オフィスネットワークを介して同じゲームをプレイしていた。すぐに、オフィスは4人のプレイヤーのデスマッチゲームをプレイしていた。

## グラフィックスとサウンド

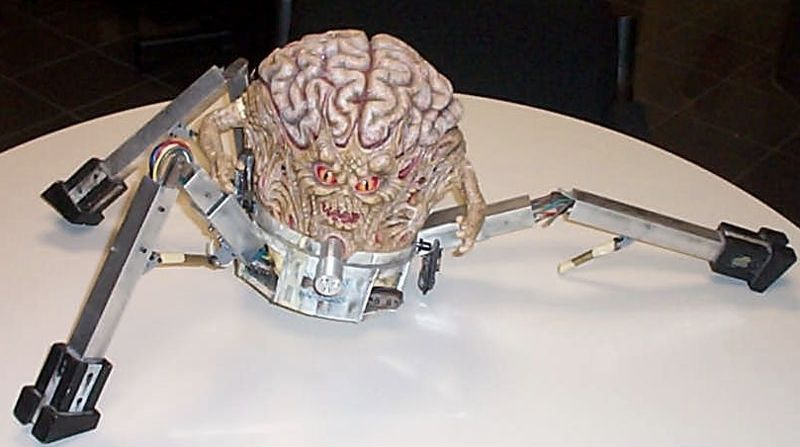
スパイダー・マスターマインドの模型

エイドリアン・カーマックは『Doom』のリードアーティストを務め、ケヴィン・クラウドが追加のアーティストとして参加した。さらに、パッケージイラストとロゴの制作にDon Ivan Punchatzが雇われ、一部のモンスターは彼の息子であるグレゴールが制作した。『Doom』は、id設立以来、エイドリアン・カーマックが作りたかったゲームスタイルで、ダークスタイルと悪魔を使ったゲームであった。 彼とクラウドはモンスターを「悪夢のような」デザインにし、それらをアニメ化するための新しい技術を開発した。 意図は、ステージングやレンダリングとは対照的に、リアルで暗いグラフィックスを使用することであったため、アートワークにはミクストメディアアプローチが採用された。カーマックがナチスの敵のスプライトアニメーションのすべてのフレームを描画したWolfensteinとは異なり、Doomでは、アーティストが粘土からいくつかの敵のモデルを造形し、ゲーム内でリアルに回転させられるように5～8つの異なる角度からストップモーションで撮影した画像をデジタル化し、ジョンカーマックによって書かれたプログラムで2Dキャラクターに変換した。 エイドリアン・カーマックは、プレイヤーキャラクター、サイバーデーモン、バロン・オブ・ヘルの粘土モデルを作成したが、アニメーションでモデルを移動させながら照明の下でクレイを一定に保つという問題があまりにも大きすぎると判断した。その後、彼は実用的なエフェクトのスペシャリスト、Gregor Punchatzに、アーチ＝ヴァイル、マンキュバス、スパイダー・マスターマインド、レヴナントの悪魔のラテックスと金属の彫刻を制作させた。Punchatzは、金物店やホビー店から材料を入手し、彼が「ゴムバンドとチューインガムの効果」と呼んでいるものを使用した。武器はおもちゃで、さまざまなおもちゃのパーツを組み合わせてより多くの銃を作っていた。彼らは自分自身もスキャンし、銃を持っているプレーヤーキャラクターの腕のモデルとしてクラウドの腕を使用し、エイドリアンのヘビ革のブーツと負傷した膝はゲーム内のテクスチャとして使用された。ロメロはカバーイラストに使用されたボディモデルで、男性モデルを操作してDon Ivan Punchatzの参考写真を入手しようとしたとき、ロメロは「海兵隊が無数の悪魔に襲われようとしている」ようなポーズの取り方を彼に伝えようとして苛立った。ロメロは彼が試みている外観のデモンストレーションとしてシャツ無しのポーズをとっており、その写真がPunchatzが使用した写真となっている。スプライトの作成にはエレクトロニック・アーツの『Deluxe Paint II』が使用された
。  
Wolfenstein 3Dと同様に、音楽と効果音の作成にボビー・プリンスを雇った。ロメロはプリンスにテクノとメタルスタイルで音楽を作るように指示した。多くの曲は、アリス・イン・チェインズやパンテラなどの人気のメタル・バンドの曲から直接インスピレーションを得たものである。プリンスは、特に当時のハードウェアの限界を考えると、よりアンビエントな音楽が効果的だと感じ、ロメロを説得するために両方のスタイルで多数のトラックを制作したが、ロメロは未だにメタルトラックを好んでおり、両方のスタイルを追加した。プリンスは特定のステージ用の音楽を作ったわけではなく、ほとんどの音楽は最終的に割り当てられたステージが完成する前に作曲された。 代わりに、ロメロは開発の後半に各トラックを各ステージに割り当てた。音楽とは異なり、敵と武器の効果音は特定の目的のためにプリンスによって作成されており、彼はモンスターや武器の短い説明やコンセプトアートに基づいてそれらを設計し、完成したアニメーションに合わせて音響効果を調整した。モンスターの効果音は動物の騒音から作成され、プリンスは当時の限られた音響ハードウェアで多数の効果音が一度に流れてもすべての音響効果を区別できるように設計した。   

## 発売
idはDoomのセルフパブリッシングを計画していたため、完成に近づくと販売システムを準備する必要があった。CEOであり、ビジネスチームの唯一のメンバーのジェイ・ウィルバーは、Doomのマーケティングと流通を計画した。彼は主流のマスコミは興味がなく、idが顧客に直接販売するゲームコピーから最大の収益を得ることができると考えたため（予定価格40米ドルの最大85％）、シェアウェア市場を可能な限り活用し、どのゲーム雑誌にも広告を一つだけ購入することにした。代わりに、彼はソフトウェア小売業者に直接連絡を取り 、最初のDoomエピソードのコピーを無料で提供し、idから直接ゲーム全体を購入することに顧客の興味を刺激するために、自由な値付けをすることを許した。  
Doomの最初の発売日はチームが満たしていなかった1993年第3四半期だった。1993年12月までに、チームはノンストップで働き、数人の従業員はオフィスで寝泊まりしていた。プログラマーのデイブ・テイラーは、その仕事は彼に激しいことから抜け出すほどの急ぎを彼に与えたと主張した。 ゲームの誇大宣伝がオンラインで構築されていたため、Idはゲームに関心のある人々またはゲームが発売予定日を逃したと怒っている人々から電話を受け始めた。1993年12月10日金曜日の真夜中に、30時間連続で作業した後、チームは最初のエピソードをインターネットにアップロードし、興味のあるプレーヤーに配信してもらった。ゲームのアップロードを予定していた最初のネットワーク（ウィスコンシン大学パークサイド校のFTPネットワーク）に多くのユーザーが接続していたため、ネットワーク管理者がウィルバーとの電話中に接続数を増やした後でも、idは接続できなかった。idがゲームをアップロードできるようにするために他のユーザーを追い出すことを余儀なくされた。30分後にアップロードが完了すると、1万人が一斉にダウンロードを試み、大学のネットワークがクラッシュした。数時間以内に他の大学のネットワークでは、プレイヤーが殺到してシステムを圧倒したためDoomマルチプレイヤーゲームが禁止された。  

## 開発リリース版
Doomの開発中、5つのプレリリースバージョンに名前または番号が付けられ、テスターや記者に見せられていた。  
| バージョン     | 発売日        | 説明 |
| -------------- | ------------- | --- |
| 0.2アルファ    | 1993年2月4日  | 開発開始から2か月の初期バージョン。テクスチャマッピング、可変ライトレベル、非直交壁が1つの平坦なステージに搭載されていた。動かない敵と、後で削除されるDoom Bibleの要素を含むヘッドアップディスプレイ（HUD）機能も存在した。 |
| 0.3アルファ    | 1993年2月28日 | インターフェースが変更された別の初期バージョン。 |
| 0.4アルファ    | 1993年4月2日  | 9ステージが含まれ、最終的なゲームから認識可能な構造を持つ。プレイヤーは発砲可能なライフル武器を持っているが敵は依然として動かない。                                                                                         |
| 0.5アルファ    | 1993年5月22日 | 14ステージ含まれているが、最終ステージにはアクセスできない。6番目のステージは後にDoomの代わりに『Doom II』で使用された。アイテムと環境ハザードは存在しており機能している。敵は攻撃せず、撃たれると消える。                  |
| プレスリリース | 1993年10月4日 | リリース版と似ており、武器とステージデザインに若干の違いがある。3ステージが含まれ、リリース版ではそれらはE1M2、E3M5およびE2M2になる。                                                                                       |